# Esteban Bondone

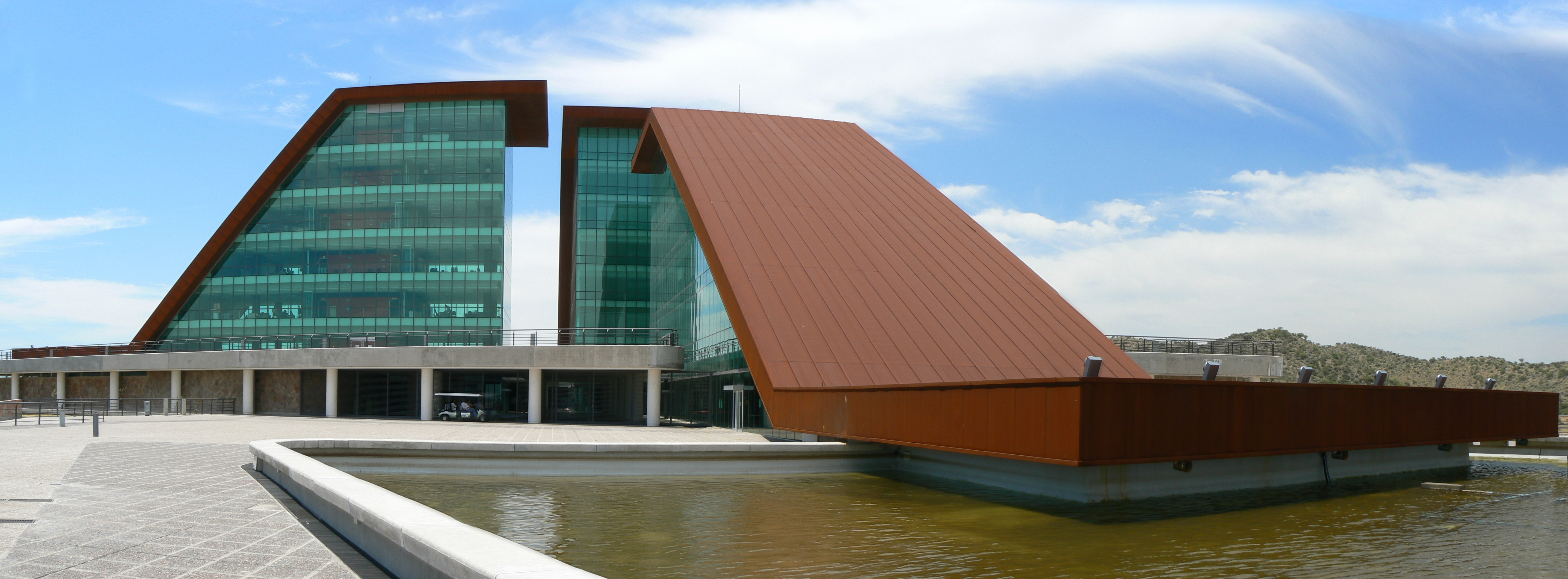
Centro Administrativo Terrazas del Portezuelo

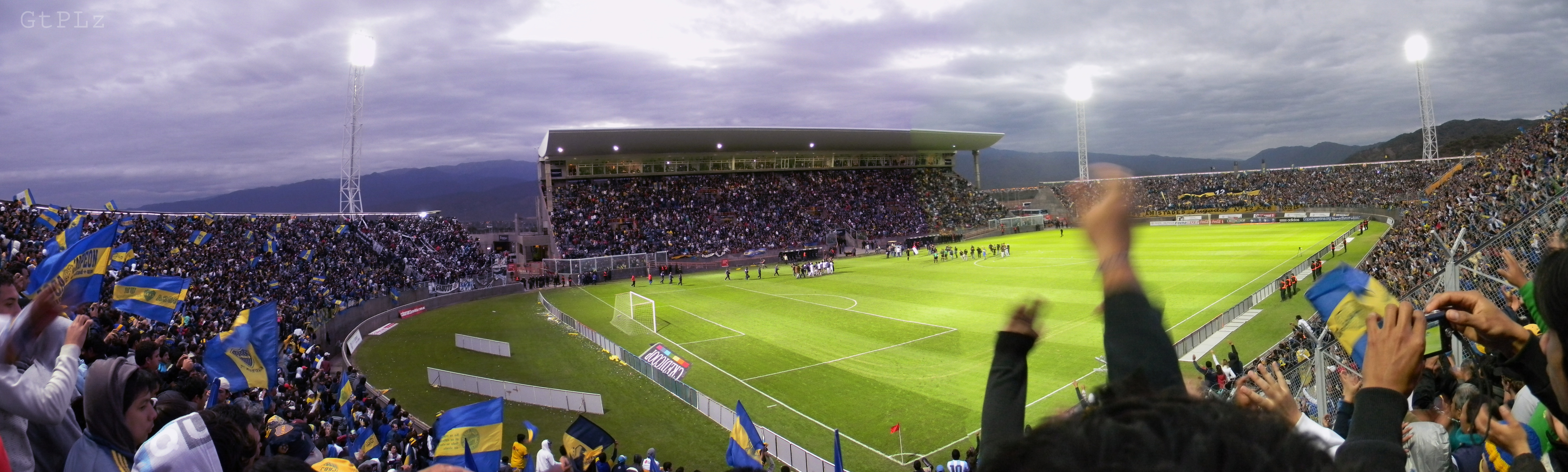
Estadio Bicentenario de Catamarca.

Esteban Bondone (1959) es un arquitecto y docente argentino que se ha destacado por algunas obras públicas de gran importancia para el gobierno de la Provincia de San Luis, como el conjunto Terrazas del Portezuelo, el Estadio Juan Gilberto Funes y la Torre del Bicentenario.
Graduado en la Universidad Católica de Córdoba en 1988, Bondone realizó una tesis de grado en el Politécnico de Milán entre 1984 y 1987. Su búsqueda de una espacialidad libre y despojada encontró por esos años un poderoso norte en la figura de la italiana Franca Helg.

“Con ella me liberé de los modos más amanerados del posmodernismo que había acumulado en la Argentina. Como una de las promotoras del Modernismo italiano de posguerra, me transmitió una invaluable riqueza conceptual”
Esteban Bondone, 2010

En 1989 fundó el estudio Bertelli-Bondone-Gotusso-Ompré-Ompré-Ompré (BBGOOO), donde desarrolló su labor durante dos décadas. Consiguió un puesto docente por concurso en la Universidad Católica de Córdoba, y en 1995 llegó a tener una cátedra de Diseño Arquitectónico. Finalmente, llegó a ser Decano de la Facultad de Arquitectura de la Universidad Católica de Córdoba (UCC), desde 2002 hasta 2008. Entre 2008 y 2011, fue además titular de una cátedra de Diseño Arquitectónico en la Universidad Di Tella de Buenos Aires.
El punto de inflexión en su carrera llegó en 2009, cuando se alejó de su estudio y comenzó una práctica personal, con unos pocos colaboradores jóvenes, que funciona en su casa.

## Obras
- 1995-2001: Parque de las Naciones, en San Luis (Premio Vitrubio 1995)
- 1997-1999: Escuelas Pías, en Barrio General Paz, Córdoba (Obra del Año según el Colegio de Arquitectos de Córdoba 1998)
- 2000-2003: Parque Infantil, en La Punta (Mención Bienal de Arquitectura de Quito 2002)
- 2003: Estadio Provincial Juan Gilberto Funes, en La Punta
- 2003-2011: Biblioteca Central de la Universidad Católica de Córdoba, en Córdoba
- 2005: Auditorio para el Campeonato Mundial de Ajedrez de 2005, en el Hotel Internacional Potrero de los Funes
- 2006-2010: Estadio Bicentenario Ciudad de Catamarca, en Catamarca
- 2007: Modelo de Vivienda para la Región “B” (Patagonia) para el Banco Hipotecario (Plan PRO.CRE.AR Bicentenario)
- 2007-2011: Centro de Descentralización Administrativa de la Provincia de San Luis Terrazas del Portezuelo, en San Luis (Casa de Gobierno, Edificios Ministeriales, Plaza y Paseos)
- 2010-2011: Torre del Bicentenario, en San Luis